# Lantaga
Lantaga est une localité située dans le département de Pilimpikou de la province du Passoré dans la région Nord au Burkina Faso.

## Géographie
Lantaga se trouve à environ 9 km au nord-est du centre de Pilimpikou, le chef-lieu du département, à 6 km au nord de Nanoro et à environ 30 km au sud de Yako.

## Santé et éducation
Lantaga accueille un centre de santé et de promotion sociale (CSPS) tandis que le centre médical avec antenne chirurgicale (CMA) de la province se trouve à Yako.